# 姆雷尼夫齊 (特諾皮爾區)
49°41′42″N 25°8′4″E / 49.69500°N 25.13444°E
姆雷尼夫齊（羅馬化：Mlynivtsi）是烏克蘭的村落，位於該國西部捷爾諾波爾州，由捷尔诺波尔区負責管轄，處於斯特里帕河畔，始建於1598年，面積9.12平方公里，2001年人口842。